# Никольское (Гагаринский район)
 Нико́льское — деревня в Смоленской области России, в Гагаринском районе. Расположена в северо-восточной части области в 13 км к югу от Гагарина по обеим сторонам реки Большая Гжать, в 7 км южнее автодороги М1 «Беларусь» на автодороге Гагарин – Тёмкино. Население — 1387 жителей (2007 год). Административный центр Никольского сельского поселения.

## Экономика
Средняя школа, Дом культуры, библиотека, торговый центр, почта, амбулатория, спортзал.

## Достопримечательности
- Городище железного века (с позднедьяковской керамикой) и XII—XIV веков[1]. Возможно, именно здесь находился средневековый город Болонеск (Боложск)[2].
- Мемориальный комплекс в честь односельчан, павших в Великой Отечественной войне (скульптор А.А. Романов; архитекторы И.П. Шмелев, В Фабрицкий; бронза, бетон, известняк).

## См также

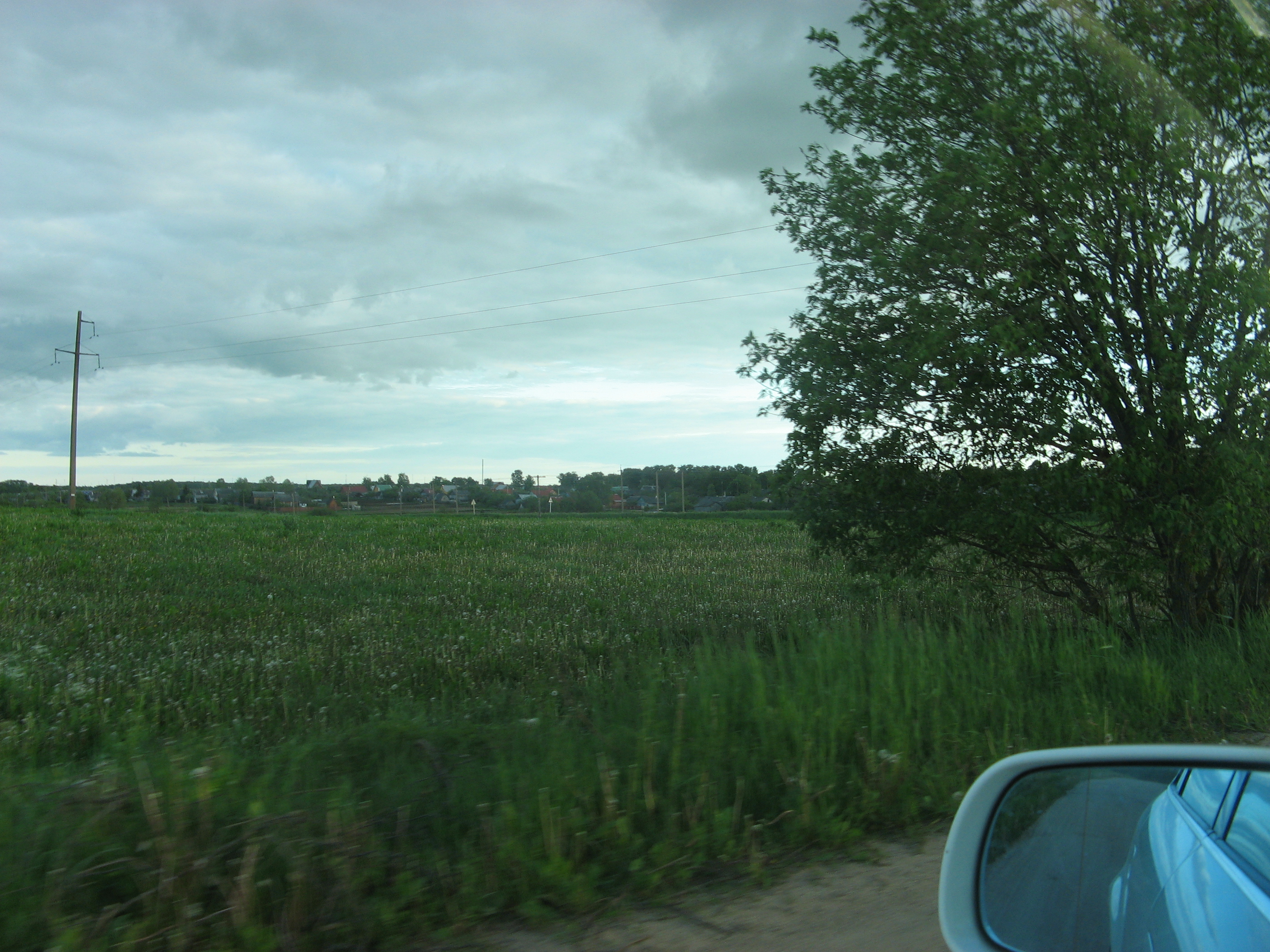
Вид на деревню со стороны автодороги Гагарин - Тёмкино